# Der Vorleser
Der Vorleser (Nederlands: De Voorlezer) is een roman van de Duitse schrijver en jurist Bernhard Schlink. Het boek werd in 1995 in Duitsland gepubliceerd. 

## Inhoud
De roman bestaat uit drie delen. Het eerste deel vertelt het verhaal van de erotische relatie tussen de ik-figuur, de vijftienjarige Michael Berg, en de 21 jaar oudere Hanna Schmitz.  Zij is een behulpzame maar enigszins ondoorgrondelijke vrouw en hij is zo verliefd dat hij alle vriendinnetjes van zijn eigen leeftijd niet opmerkt.  Zij is nogal dominant en bijzonder aan hun relatie is dat zij hem talloze boeken en gedichten laat voorlezen.  Zij verbreekt de relatie door te verhuizen en niets meer van zich te laten horen. 
In deel twee woont Michael als rechtenstudent samen met zijn professor en enkele medestudenten een proces bij tegen een aantal vrouwen die kampbewaakster waren in de oorlog.  Dat is enkele jaren na zijn jeugdaffaire en tot zijn ontsteltenis merkt hij dat Hanna tot de beklaagden behoort. Ook in het kamp in de oorlog liet Hanna haar gevangenen boeken voor haar voorlezen.  Zij is de enige van de beklaagden die rechtuit toegeeft wat er gebeurd is en vervolgens schuiven haar medebeklaagden alle schuld op haar af.  Hanna zou ook het verslag geschreven hebben (en dus ook de hoofdverantwoordelijke geweest zijn) van een bloedbad waarbij 300 vrouwen en kinderen in een brandende kerk omkwamen doordat de deuren langs buiten op slot waren.  Ook dat geeft zij toe.  Maar Michael komt erachter dat dat onmogelijk is; plots beseft hij dat zij niet kan lezen en schrijven. Bij een uitstapje liet zij vroeger ook de menukaart aan hem over. Maar Hanna's trots en rechtlijnigheid verhinderen haar dat argument in te roepen en zij krijgt de zwaarste straf, levenslange opsluiting.   
In deel drie, opnieuw vele jaren later, is Michael een gevestigd advocaat, wiens huwelijk recent op de klippen gelopen is, met een twintigjarige dochter.  Hij begint alle boeken en gedichten 'van vroeger' op cassette op te nemen en die naar Hanna in de gevangenis te sturen.  Door zo'n gesproken boek te vergelijken met een boek uit de gevangenisbibliotheek leert Hanna lezen en schrijven.  Als Hanna als zestiger uiteindelijk toch vervroegd vrij komt, hoopt zij Michael terug te zien, maar is hij blijkbaar alleen maar bereid voor haar een baan en een woning te zoeken. Op de dag voor haar vrijlating hangt Hanna zichzelf op.
Het boek als geheel concentreert zich op de veroordeling van de daders van de holocaust en de ethische vragen daaromheen en de omgang daarmee in het Duitsland van de jaren zestig.  
Schlinks boek is zowel in Duitsland als in de Verenigde Staten goed ontvangen en heeft verscheidene prijzen ontvangen. De roman wijkt af van Schlinks gewoonlijke krimi-romans. Dit is de eerste Duitse roman die bovenaan op de New York Times-bestsellerlijst kwam. De roman is in 39 talen vertaald en wordt in curricula van universiteiten opgenomen tussen holocaustliteratuur en Duitstalige literatuur.

## Verfilming
In 2008 kwam een verfilming die op het boek gebaseerd is, The Reader genaamd. De film is door Stephen Daldry geregisseerd.